# ヴァイローツァナ
ヴァイローツァナ (Vairotsana,チベット文字：བཻ་རོ་ཙ་ན་; ワイリー方式：bai ro tsa na)は、チベット仏教に伝承されるゾクチェンの相承系譜における初期の偉大なラマにして、訳経僧。彼は、グル・パドマサンバヴァ、ヴィマラミトラと共に、チベットにゾクチェンの教えを伝えた3大ラマの1人である。彼はグル・パドマサンバヴァの25大弟子の1人であり、大日如来の化身と見なされていた。

## 生涯

### 幼少期から出家まで
ヴァイローツァナは、グル・パドマサンバヴァと同時代の人物で、パゴール(ba gor)氏族に生まれ、幼少期から、宙に浮く、岩に手足の型を付ける、未来を予知するなどの奇跡的な力を発揮した。彼はグル・パドマサンバヴァによって、インドの大学僧の化身と認定された。
グル・パドマサンバヴァの助言に従って、ティソン・デツェン王は、ヴァイローツァナに翻訳官になるように命じた。彼は、シャーンタラクシタの下で出家した最初の7人のチベット人の比丘の1人となった。

### 求法の旅と師からの伝授
ヴァイローツァナは王の命により、ツァン地方出身の僧レグトゥブと共に、優れた法をチベットに持ち帰るためインドに求法の旅に出た。2人は、57の命懸けの試練を克服し、ついにインドへ到着した。
ヴァイローツァナたちはツァン・デン・シルチェの森で、ゾクチェンの偉大な師であるシュリー・シンハに出逢い、入門した。彼らは夜間、師と共に過ごし、ゾクチェン・セムデの奥義の教えを伝授された。ヴァイローツァナは、人々に見られないように、白い絹布に山羊の乳をインク代わりにして、ゾクチェン・セムデの18タントラを書き付け、見たい時にあぶり出した。
同行した僧レグトゥブは、目的の成果に満足してチベットへの帰途に就いたが、道中、警備兵に殺されてしまった。
しかし、ヴァイローツァナは満足せず、師に更なる教えを請い求めた。シュリー・シンハは完全な口伝とゾクチェン・セムデの60タントラすべてと、ロンデの3部の教えを彼に伝授した。
ヴァイローツァナはディマピータの尸林にいるとき、瞑想のヴィジョンの中で、人間の姿でゾクチェンの教えを説いた祖師であるガラップ・ドルジェに出逢い、ゾクチェン・セムデの640万の教えを伝授された。また、同様に、ヴィジョンの中でマンジュシュリーミトラ（ガラップ・ドルジェの弟子）の智法身からも加持を受けた。

### 帰蔵と翻訳事業
ヴァイローツァナは、俊足術の神通で速やかにチベットに帰り、ティソン・デツェン王に日中一般的な教えを伝授し、夜間ゾクチェンの秘密の教えを伝授した。
サムイェー寺落慶後は、グル・パドマサンバヴァ、僧院長シャーンタ・ラクシタ、ヴィマラ・ミトラ、そしてヴァイローツァナが、多くの翻訳官や大学僧による、サンスクリット語からチベット語への仏教経典のすべての翻訳作業を監督した。
またこの前後、ヴァイローツァナを含むグル・パドマサンバヴァの25人の弟子たちは、全員が非常に優れていたので、師と同じ究極の悟りを得た。

### 流刑と弘法
仏教に批判的なツェ・ポン・ザ王妃と大臣たちの悪意と権力によって、ティソン王は遺憾に思いながらも、ヴァイローツァナをチベットと中国の国境近くのギャルモ・ツァワ・ロン地方への流刑に処した。
ヴァイローツァナは、流刑先のギャルモ・ツァワ・ロンの王、大臣、住民に法を説き、仏教に改宗させた。
ギャルモ・ツァワ・ロンのユダ・ニンポ王子は、インドへの求法の旅に同行したツァン地方出身の僧レグトゥブの生まれ変わりだったが、彼はヴァイローツァナの一番弟子となり、成就したラマにして、名高い大学僧となった。ユダ・ニンポは、その後、サムイェー僧院を訪れ、ヴィマラミトラと逢った。
ヴィマラ・ミトラの要請に従って、ティソン・デツェン王はヴァイローツァナを都へ呼び戻した。都への道中、ヴァイローツァナは85歳の老人、パン・ミパム・ゴンポに出逢い、教えを与えた。老人は高齢のため、瞑想の姿勢で座ることが困難だったため、瞑想帯と瞑想杖を使ってゾクチェンの瞑想に励み、速やかにゾクチェンの究極の覚りである「ジャ・リュ」と呼ばれる、虹の身体を達成した。パン・ミパム・ゴンポは、ユダ・ニンポ、ニャグ・ジュナーナクマーラ、リ地方出身のシェラプ・ドルマらとともに、ヴァイローツァナの主要な弟子となった。
ヴァイローツァナは都に戻ると、教えの伝授と翻訳活動を続けた。

### 虹の身体
その後、ヴァイローツァナは、諸国を遍歴しながら弘法に努めた。
晩年シェラプ・ドルマの要請でリ地方に赴き、そこからネパールのバシンの森に移り、その地で虹の身体を達成した。

## 翻訳官として
彼はチベット仏教の最も偉大な訳経法師として今なお尊敬を集めている。彼の学識と技術は、インドからチベットへの仏教伝達の歴史の中で、他のすべての翻訳者と比較しても、遥かに評価が高い。
後世の偉大なゴク訳師は、こう述べている。
ヴァイローツァナは空の最果てに等しく、［究め切られない］
カ［ワ・ペルツェク］チョク［ロ・ルイ・ギェルツェン］二人は日月の二つに同じ。
リンチェン・サンポは夜明けの明星のよう。
私たちは蛍程度。

## 主な師
- シュリー・シンハ
- グル・パドマサンバヴァ

## 主な弟子
- ギャルモ・ユダ・ニンポ[注釈 4]
- ニャグ・ジュナーナクマーラ[注釈 5]
- パン・ミパム・ゴンポ
- シェラプ・ドルマ

## 化身
以下のラマたちは、ヴァイローツァナの化身と見なされている。
- ツェレ・ナツォク・ランドル(1608年 -?)
- テルダク・リンパ・ギュルメ・ドルジェ (1646年 - 1714年)
- ジャムグン・コントゥル・ロドゥ・タイェ(1813年 - 1899年)

※他にも多くの化身が現れた。